# بيلي هيوز (سياسي)
بيلي هيوز (بالإنجليزية: Billy Hughes)‏ هو سياسي بريطاني (وحمل سابقاً جنسية المملكة المتحدة لبريطانيا العظمى وأيرلندا)، ولد في 7 سبتمبر 1914، وتوفي في 15 نوفمبر 1995. حزبياً، نشط في حزب العمال. في الانتخابات العامة في المملكة المتحدة 1945 ‏، انتخب عضو برلمان المملكة المتحدة الـ38 عن دائرة Wolverhampton West ‏ (5 يوليو 1945 – 3 فبراير 1950).